# Sincik
Sincik est une ville et un district de la province d'Adıyaman dans la région de l'Anatolie du sud-est en Turquie.